# Palazzo Imperiali Borromeo
Il Palazzo Ciampini Rospigliosi Imperiali Borromeo, conosciuto anche come Palazzo Imperiali Borromeo, è un palazzo di Roma che si trova in via Liberiana, nel rione Monti. 
Ospita l'hotel "Antico Palazzo Rospigliosi". 

## Storia
Il palazzo fu costruito nel XVII secolo per volere di monsignor Giovanni Giustino Ciampini, studioso romano, che vi creò un vero e proprio museo di strumenti scientifici e di antichità, molti dei quali poi confluiti nella collezione del cardinale Alessandro Albani.
Il palazzo passò poi alla famiglia di Papa Clemente IX, i Rospigliosi, principi di Castiglione, che nel 1769 lo vendettero al marchese Francesco Maria Imperiali Lercari, appartenente a un'importante famiglia genovese, che trasformò l'edificio nella sede della Casa dei Missionari Apostolici.
Nel secolo successivo il palazzo divenne sede dell'Istituto degli Esercizi Spirituali, che era stato fondato dal cardinale Vitaliano Borromeo.
Nel 1875, quando il tracciato della Via Liberiana venne abbassato di circa quattro metri a causa delle trasformazioni stradali nell'area, il palazzo venne modificato su progetto di Francesco Azzurri.
Il vecchio seminterrato è stato trasformato in piano terra, il vecchio portale è stato trasformato in una porta-finestra con balconcino ed è stato inserito un mezzanino tra il piano terra e il primo piano.
Nel XX secolo vennero eseguiti nuovi lavori su progetto di Aristide Leonori, che ridussero il giardino creando un nuovo annesso.

## Descrizione
La facciata, scandita da una cornice marcapiano, si apre nel rivestimento a bugnato del piano terra in un grande portale ad arco fiancheggiato da diverse aperture per negozi e piccole finestre sul mezzanino.
Sopra ci cono tre piani con cinque finestre ognuna.
Al primo, l'antico portale, trasformato in una finestra centrale ad arco con balaustra è decorato da cartigli in stucco con colonne laterali su cui si trovano le mensole che sorreggono un balcone, sul quale si apre la porta-finestra del secondo piano.
Agli angoli, dal piano terra fino alla gronda, si innalzano conci rustici, decorati con dentelli.
All'interno si trovano quattro statue del XVIII secolo raffiguranti gli apostoli e una cappella barocca dedicata a "Maria Mater Misericordiae".